# Ophthalmosaurus
Ophthalmosaurus byl jedním z vodních plazů ichtyosaurů, měl dlouhou a tenkou tlamu a rodil živá mláďata. Mláďata se pak nějakou dobu skrývala v korálových útesech. Žil v období pozdní jury, dobře viděl i ve tmě a byl to masožravec, který lovil zejména ryby. V překladu znamená jeho jméno okatý ještěr. Jeho fosilie byly objeveny v Anglii, Německu a Francii. Na délku měřil až šest metrů.

## V populární kultuře
Ophtalmosaurus byl zobrazen ve třetí epizodě fiktivně-dokumentárního cyklu Putování s dinosaury (díl Kruté moře).